# Dimerocostus
Dimerocostus là một chi thực vật có hoa trong họ Costaceae.